# Phaseoleae
Phaseoleae je tribus (seskupení rodů) podčeledi Faboideae čeledi bobovité vyšších dvouděložných rostlin. Je to největší tribus bobovitých, zahrnující přes 1500 druhů v 90 rodech. Náležejí sem významné plodiny, jako je fazol, sója a vigna. Některé druhy se pěstují jako tropické okrasné rostliny (zarděnice, butea, klitorie, Strongylodon) nebo se z nich získávají léčiva či barviva.

## Popis
Zástupci tribu Phaseoleae jsou převážně přímé, plazivé nebo popínavé byliny, řidčeji stromy (zarděnice, butea). Listy jsou nejčastěji zpeřeně trojčetné, řidčeji jednolisté nebo zpeřené, složené z celokrajných nebo laločnatých lístků. Mimo palistů jsou přítomny i palístky, na bázi jednotlivých lístků. Květy jsou nejčastěji uspořádány v úžlabních hroznech, někdy redukovaných na jediný květ nebo rozvinutých do laty. Kalich je zakončen 4 nebo 5 zuby, výjimečně uťatý. Koruna je klasicky motýlovitá, člunek je u některých zástupců dlouze zobanitý nebo spirálně stočený. Tyčinky jsou dvoubratré, s 1 tyčinkou poněkud až zcela volnou a 9 srostlými. Semeník obsahuje 1 až mnoho vajíček. Plodem je lusk pukající 2 chlopněmi.

## Rozšíření
Tribus Phaseoleae zahrnuje v současném pojetí asi 90 rodů a přes 1500 druhů. Je rozšířen po celém světě od tropů po teplé oblasti mírného pásu. Nejvíce druhů se vyskytuje v sušších teplých oblastech.
V přírodě České republiky se volně nevyskytuje žádný druh tohoto tribu, mezi pěstované rostliny náleží několik druhů fazolu (Phaseolus) a sója luštinatá (Glycine max).

## Zástupci
- butea (Butea)
- centrosema (Centrosema)
- dlouhatec (Dolichos)
- fazol (Phaseolus)
- hlízola (Apios)
- kajan (Cajanus)
- kalopogonium (Calopogonium)
- kanaválie (Canavalia)
- klitorie (Clitoria)
- lablab (Lablab)
- mukuna (Mucuna)
- pachyrhizus (Pachyrhizus)
- praskavec (Psophocarpus)
- puerarie (Pueraria)
- puchýřnatec (Physostigma)
- rynchosie (Rhynchosia)
- sója (Glycine)
- vigna (Vigna)
- zarděnice (Erythrina)

## Taxonomie
Taxonomie tribu Phaseoleae je stále ve vývoji a výsledky fylogenetických studií naznačují, že ještě dojde k přesunům rodů, neboť tento tribus (v klasickém pojetí) byl shledán parafyletickým a polyfyletickým.

## Význam
Do této skupiny náležejí hospodářsky důležité rody. Mezi důležité luštěniny náleží zejména fazol (Phaseolus), sója a vigna (Vigna). Jako méně významné luštěniny se v tropech pěstují zástupci rodů kajan (Cajanus), lablab (Lablab), praskavec (Psophocarpus), pro jedlé hlízy se pěstuje hlízola (Apios), pachyrhizus (Pachyrhizus) a praskavec (Psophocarpus). Nezralé lusky fazolu i některých tropických plodin se používají jako zelenina.
Různé druhy dále slouží jako píce, zelené hnojivo a podobně. Z některých se získávají léčiva či barviva. Semena puchýřnatce jedovatého jsou zdrojem jednoho z nejprudších rostlinných jedů, fysostigminu, který má využití v lékařství.
Zarděnice (Erythrina) a butea (Butea) se pěstují v tropech jako okrasné, nápadně kvetoucí stromy. Mezi okrasnými tropickými liánami vyniká zejména Strongylodon, pěstují se i klitorie (Clitoria) a mukuny (Mucuna).
Puerarie jsou v některých tropických oblastech velmi agresivní invazní rostliny.

## Přehled rodů
Adenodolichos, Alistilus, Amphicarpaea, Apios, Austrodolichos, Barbieria, Bolusafra, Butea, Cajanus, Calopogonium, Camptosema, Canavalia, Carrissoa, Centrosema, Chrysoscias, Cleobulia, Clitoria, Clitoriopsis, Cochlianthus, Collaea, Cologania, Cratylia, Cruddasia, Cymbosema, Decorsea, Dioclea, Diphyllarium, Dipogon, Dolichopsis, Dolichos, Dumasia, Dunbaria, Dysolobium, Eminia, Eriosema, Erythrina, Flemingia, Galactia, Glycine, Hardenbergia, Herpyza, Kennedia, Lablab, Lackeya, Luzonia, Macropsychanthus, Macroptilium, Macrotyloma, Mastersia, Meizotropis, Mucuna, Mysanthus, Neocollettia, Neonotonia, Neorautanenia, Neorudolphia, Nesphostylis, Nogra, Ophrestia, Oryxis, Otoptera, Oxyrhynchus, Pachyrhizus, Paracalyx, Periandra, Phaseolus, Phylacium, Physostigma, Pseudeminia, Pseudoeriosema, Pseudovigna, Psophocarpus, Pueraria, Ramirezella, Rhodopis, Rhynchosia, Shuteria, Sinodolichos, Spathionema, Spatholobus, Sphenostylis, Strongylodon, Strophostyles, Teramnus, Teyleria, Vandasina, Vatovaea, Vigna, Wajira